# Chiesa di Santa Francesca Romana (Ferrara)
La chiesa di Santa Francesca Romana si trova a Ferrara, in via XX Settembre, 47.

## Storia
Il nucleo originario del complesso era il piccolo oratorio (San Giorgio della Ghiara) detto di San Giorgino, eretto nel 1569 dai monaci olivetani della vicina Basilica di San Giorgio.
L'attuale chiesa venne costruita nel 1619 su disegno di Alberto Schiatti, terminata nel 1622 da Giovan Battista Aleotti e dedicata a Santa Francesca Romana, mentre il precedente oratorio venne adibito a sagrestia.
Fra il 1872 ed il 1874 vennero effettuati importanti lavori di rifacimento ed ampliamento ad opera di Pietro Ghelli, e fra il 1929 ed il 1931 venne effettuato il restauro della facciata.
Nel 1932 venne costruito un teatrino, ricavandolo dall'antico refettorio dei monaci olivetani, che venne in seguito adibito a cinematografo.

## Descrizione

### Interno
All'interno della chiesa nella prima cappella a destra è collocata la Crocifissione e i Santi Padri nel Limbo, realizzata nel 1614 da Ludovico Carracci. Inoltre di Camillo Ricci è visibile il dipinto raffigurante Santa Francesca Romana riceve il Bambino dalla Vergine e di Giacomo Bambini la Madonna col Bambino che consegna la regola olivetana ai santi Benedetto e Bernardo Tolomei.